# 范军
范军（1969年—），男，河南新密人，汉族，中华人民共和国曲艺表演艺术家，第十一届全国人民代表大会河南地区代表。

## 生平
毕业于河南大学汉语言文学专业。担任河南省曲艺家协会主席。2008年起担任全国人大代表。